# Герб Білогорська
Герб Білого́рська — офіційний символ міста Білогірськ Автономної Республіки Крим, затверджений 9 грудня 2003 року рішенням Білогірської міської ради.

## Опис герба
На червоному щиті ламаний лазуровий пояс, обтяжений срібною горою і супроводжується згори двома долонями природного кольору, з'єднаними в рукостисканні, права в срібному мундирі з зеленими обшлагами, ліва в срібному халаті, і знизу трьома дубовими гілками, одна і дві, кожна з двома листками і одним жолудем.

Історичний герб
У XIX столітті Б.Кене розроблений проєкт нового герба міста: в золотому полі зелений пояс з трьома срібними місяцями, супроводжуваний згори і знизу кримчакськими шапками. У вільній частині — герб Таврійської губернії. Затвердження не отримав.